# 秋田東警察署
秋田東警察署（あきたひがしけいさつしょ）は、秋田県警察が管轄する警察署の一つである。

## 管轄区域
- 秋田市（東部地区の一部・南部地区の一部・河辺地区・雄和地区）

## 所在地
- 秋田県秋田市上北手百崎字内山60番地2

## 沿革
- 2005年（平成17年）2月1日 - 秋田警察署より（秋田臨港署管内を除く）合併前の秋田市のうち奥羽本線より東部と旧河辺郡2町区域の管轄を分割して、秋田東警察署を設置する。これに伴い、秋田警察署は秋田中央警察署に改称する。
- 2022年（令和4年）
  - 3月25日 - 秋田県警察にて初めて女性が警視に昇進し、秋田東警察署で女性初の副署長に就任[1]。
  - 4月1日 - 泉字五庵山、泉字三獄根、泉一ノ坪、泉釜ノ町、泉馬場、泉東町、泉三獄根の管轄を秋田中央警察署に移管すると共に、泉駐在所を廃止[2]。

## 内部組織
- 署長
- 主席調査官兼副署長
- 警務課
  - 広報広聴係
  - 警務係
  - 被害者支援係
  - 留置管理係

- 会計課
  - 会計係

- 生活安全課
  - 生活安全係
  - 女性安全対策係
  - 少年係
- 地域課
  - 地域係
  - 機動警ら係
- 刑事課
  - 庶務係
  - 強行・窃盗犯係
  - 知能犯係
  - 組織犯罪対策係
  - 鑑識係
- 交通課
  - 交通規制係
  - 交通指導係
  - 交通捜査係
- 警備課
  - 警備係

## 交番
- 城東交番 - 秋田市広面樋ノ沖94番地9
- 手形交番 - 秋田市手形住吉町4番20号
- 御所野交番 - 秋田市御所野下堤5丁目1番10号

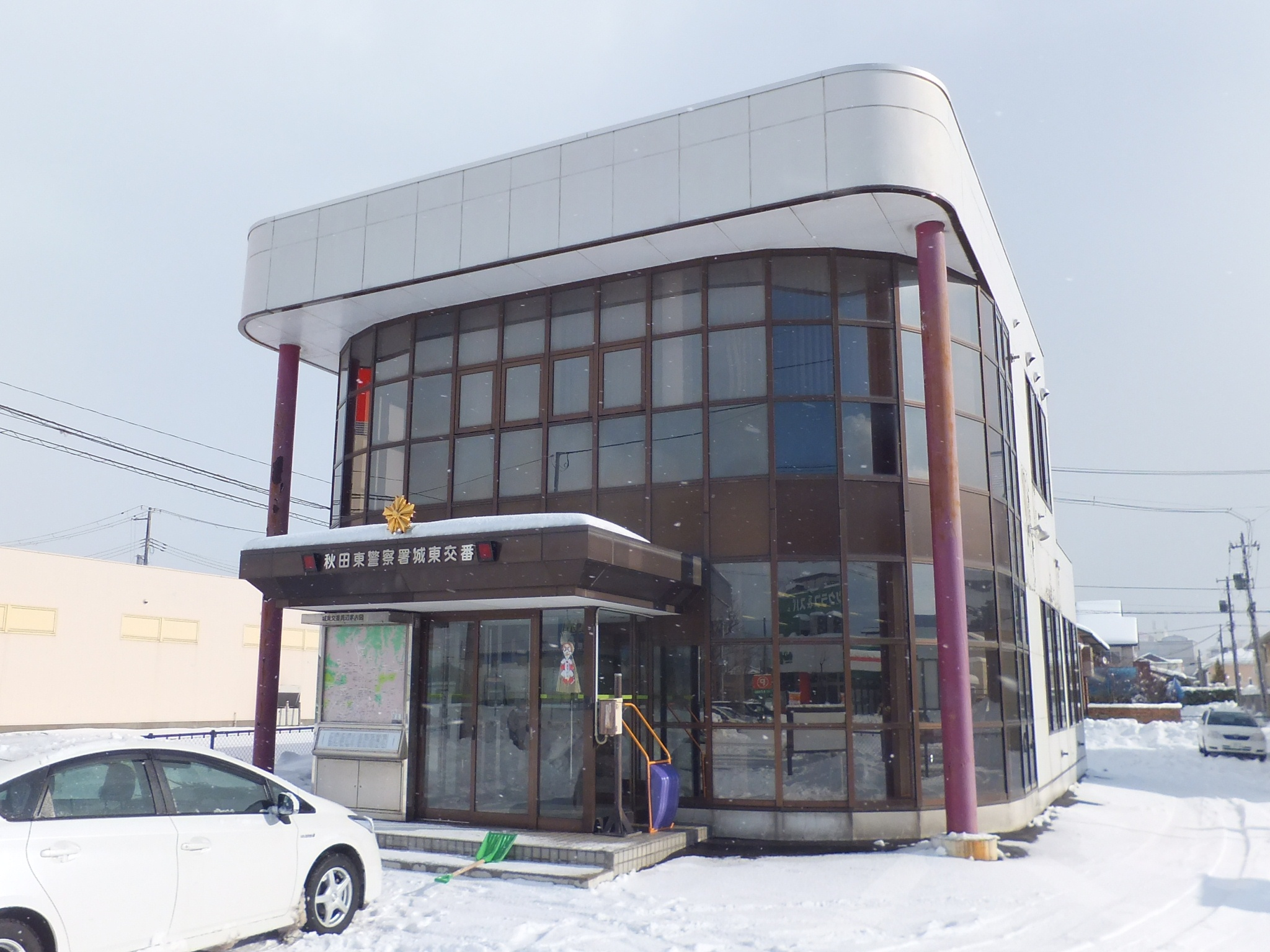
城東交番
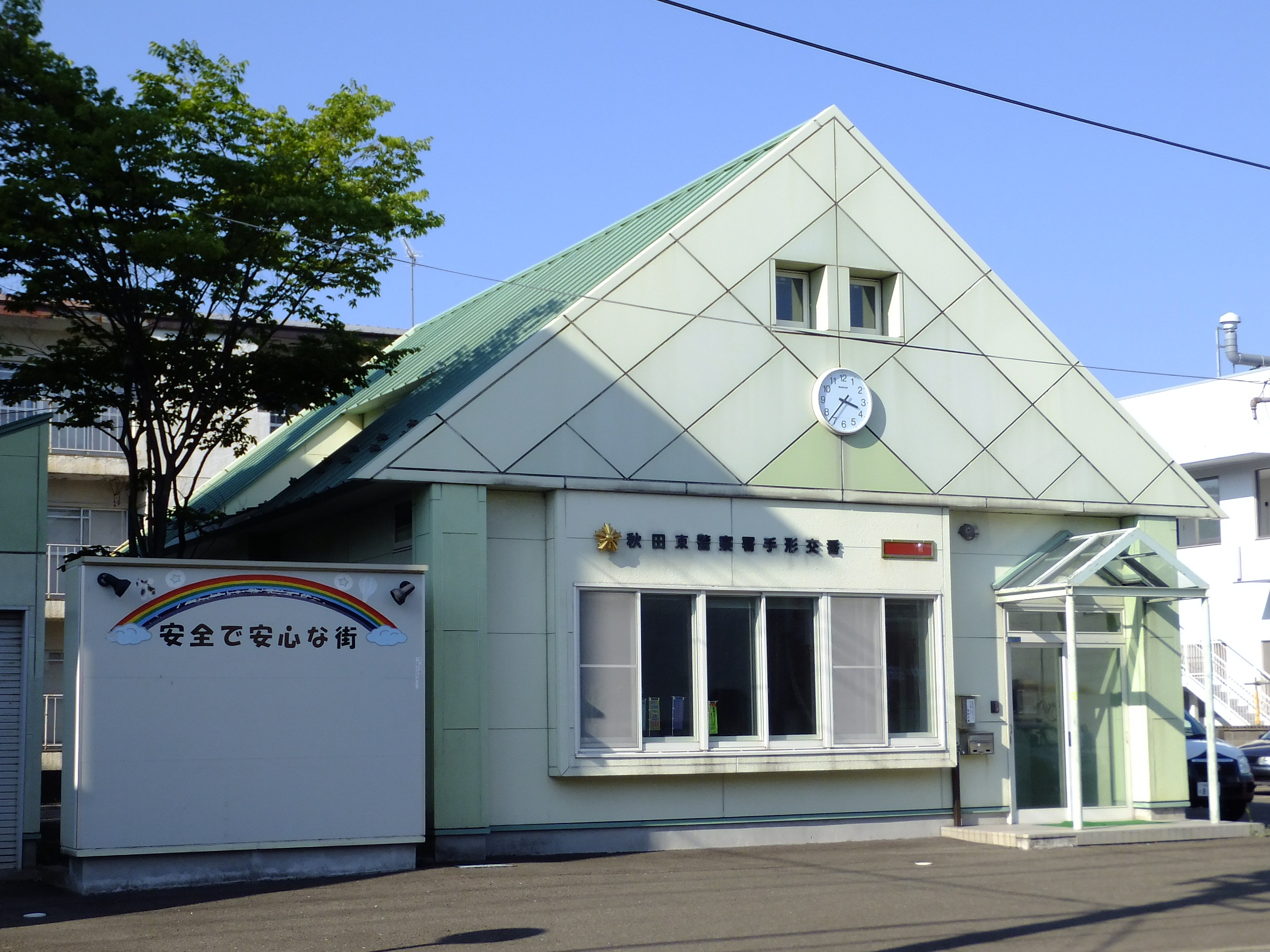
手形交番
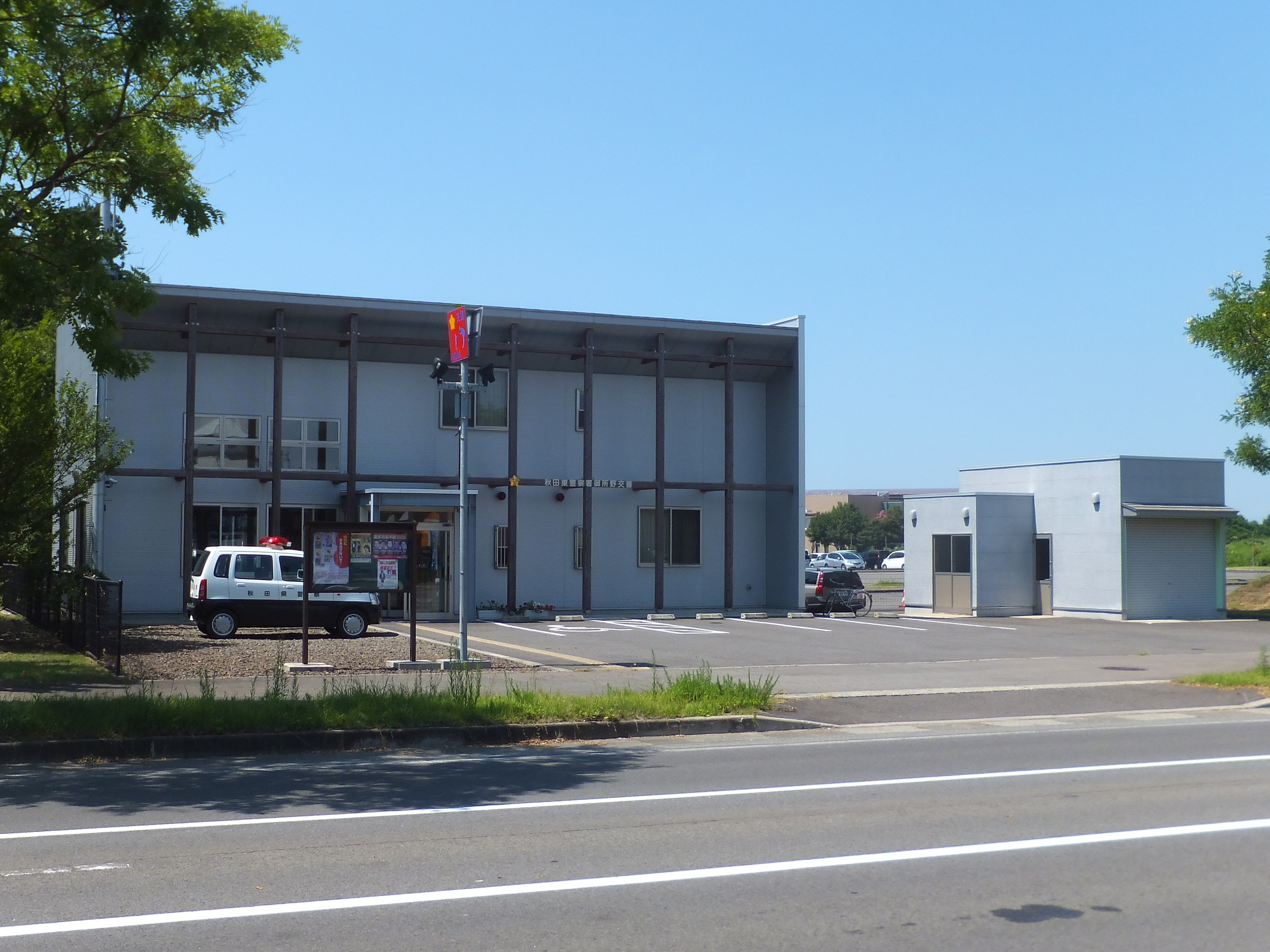
御所野交番

## 派出所
- 秋田空港警備派出所 - 秋田市雄和椿川字山籠49番地

## 駐在所
- 旭川駐在所 - 秋田市添川字添川168番地9
- 太平駐在所 - 秋田市太平目長崎字長橋1番地1
- 河辺駐在所 - 秋田市河辺北野田高野字上前田表57番地5
- 三内駐在所 - 秋田市河辺三内字野崎18番地10
- 雄和駐在所 - 秋田市雄和妙法字上大部58番地3
- 大正寺駐在所 - 秋田市雄和新波字樋口48番7